# Baiyue
Baiyue léase Bái-Yué (en chino, 百越; pinyin, Bǎiyuè) es un término que se refiere a varios pueblos, que vivieron en el primer milenio antes de Cristo hasta el primer milenio después de Cristo al sur de China y al norte de Vietnam. En el período de los Reinos Combatientes, la palabra "Yue" se refería al Estado Yue en la provincia de Zhejiang. En los reinos que siguieron el Minyue y Fujian y Nanyue en la provincia de Cantón son considerados estados baiyue. Escritores qinos representan a los yue como bárbaros que tenían tatuajes, vivían en condiciones primitivas, y carecían de tecnología, como arcos, flechas, caballos y carruajes. Los baiyue han sido comparados con las tribus perdidas de Israel, con solo especulaciones entre los historiadores chinos acerca de quiénes eran y qué les pasó. Muchos de los grupos étnicos que habitan ahora el sur de China y el norte de Vietnam se cree que son descendientes de los baiyue o tienen alguna relación. Las variaciones de los nombre seguirá siendo utilizado por el cantonés como Yuht y por el vietnamita como Viet.

## Etimología
La palabra "Yue" (en chino: 越, pinyin: Yuè, en chino medio: wuat, en cantonés 粵, transliteración: Yuht, en vietnamita: Việt) viene del chino antiguo wjat. La primera impresión fue el carácter "戉", inscrito en una hueso oracular en la dinastía Shang tardía, y después escrita como "越". En ese momento se refería a un pueblo o cacique, al noroeste de la dinastía Shang. A principios del siglo octavo antes de Cristo, una tribu en medio del Yangtzé fueron llamados los yángyue, un término utilizado después para los pueblos más al sur. Entre los siglos VII y IV antes de Cristo "Yue" se refería al estado de Yue en la cuenca baja del río Yangtzé y su gente.
Desde el siglo III a. C. no solo se utilizó para los pueblos del sur China, sino para los pueblos del norte de Vietnam como los minyue y nanyue llamados en conjunto baiyue. El término "baiyue" (en chino: 百越) aparece por primera vez en la enciclopedia Lushi Chunqiu compilado alrededor de 239 a. C.
- Datos: Q774615